# Tenebrismus
Tenebrismus, česky Temnosvit (z italského tenebroso - temný) je umělecký směr v malířství založený na prudkém střídání světla a stínu, viz též šerosvit. Směr se objevil v sedmnáctém století a mezi jeho představitele patří Caravaggio, Georges de La Tour, a Rembrandt van Rijn.